# إدوين بوركي
إدوين بوركي هو سياسي كندي، ولد في 19 سبتمبر 1836، وتوفي في 18 مارس 1915.